# Proto-Sesklocultuur
De Proto-Sesklocultuur was een archeologische cultuur van het vroege neolithicum in Griekenland. 
De typesite is Nea Nikomedeia, een nederzetting bestaande uit vier bewoningslagen van rechthoekige gebouwen uit houten raamwerken verweven met riet en bedekt met modder. De gebouwen zijn in oost-westelijke richting georiënteerd vanwege de harde wind in de regio. De eerste bewoningslaag bestond uit vier huizen gegroepeerd rond een groter gebouw, mogelijk een heiligdom, en een muur, later vervangen door een diepe greppel. De doden werden binnen de nederzetting begraven in verwoeste gebouwen of voor hun woning.
De economie was gebaseerd op het fokken van schapen, geiten en varkens, de teelt van tarwe, gerst, linzen, erwten en wikke, jacht en visserij. Bij de opgravingen werden beeldjes van obese vrouwen gevonden, priemen, spelden, naalden, vishaken, scharen, bijlen, dissels en messen. Het aardewerk had geschilderde patronen (rood met crème of wit met roodbruin) en gearticuleerde handvaten, duidelijke bases en brede voeten.